# Amata kijevana
Amata kijevana är en fjärilsart som beskrevs av Obraztsov 1936. Amata kijevana ingår i släktet Amata och familjen björnspinnare. Inga underarter finns listade i Catalogue of Life.